# Hieracium murorum
Lo sparviere dei boschi (nome scientifico Hieracium murorum L., 1753) è una specie di pianta angiosperma dicotiledone della famiglia delle Asteraceae.

## Etimologia
Il nome generico (Hieracium) deriva dalla parola greca hierax o hierakion (= sparviere, falco). Il nome del genere è stato dato dal botanico francese Joseph Pitton de Tournefort (1656 - 1708) rifacendosi probabilmente ad alcuni scritti del naturalista romano Gaio Plinio Secondo (23 - 79) nei quali, secondo la tradizione, i rapaci si servivano di questa pianta per irrobustire la loro vista. L'epiteto specifico (murorum = dei muri) fa riferimento ad un tipico habitat della pianta.
Il binomio scientifico della pianta di questa voce è stato proposto da Carl von Linné (1707 – 1778) biologo e scrittore svedese, considerato il padre della moderna classificazione scientifica degli organismi viventi, nella pubblicazione "Species Plantarum - 2: 802" del 1753.

## Descrizione

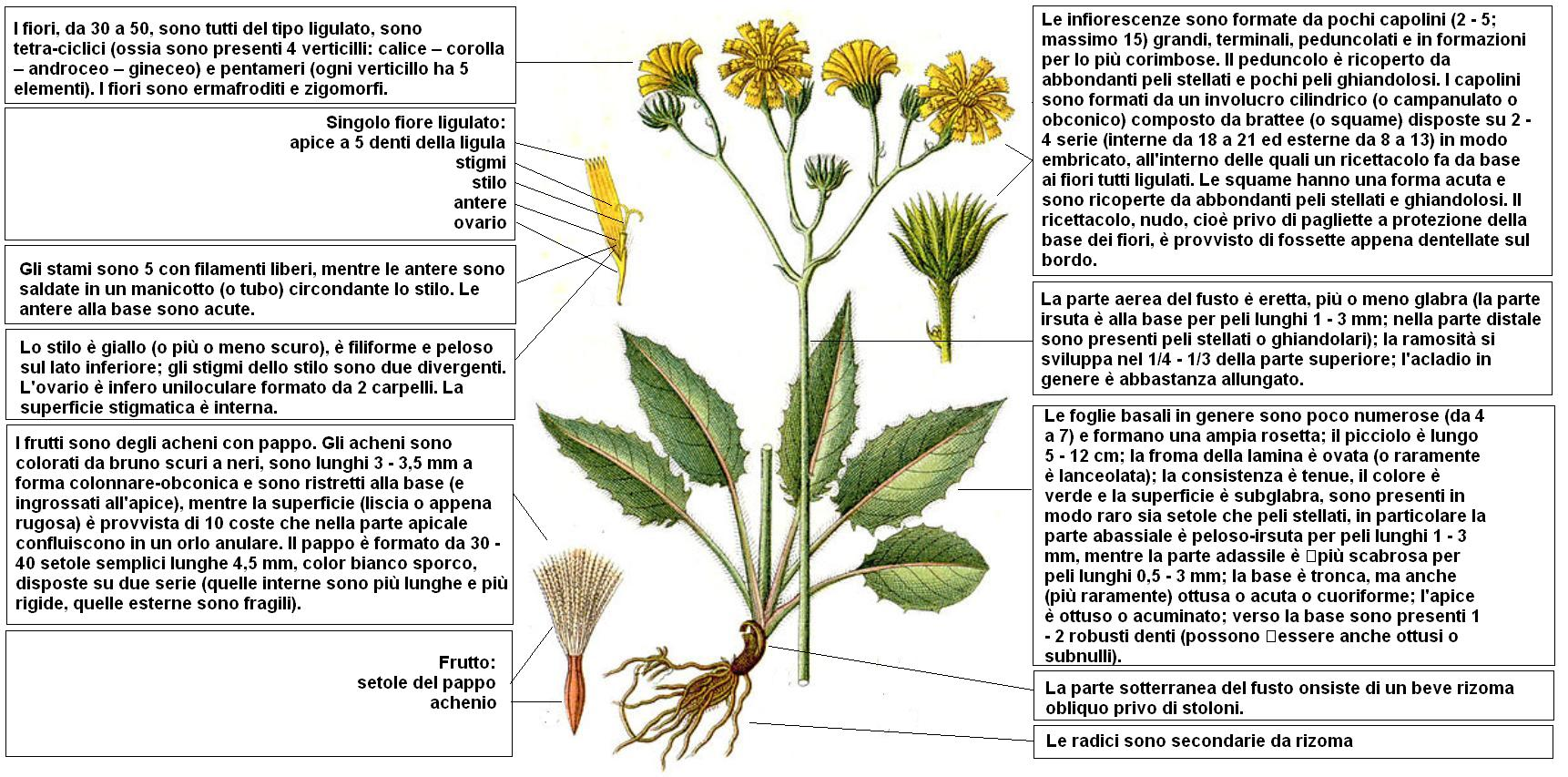
Descrizione delle parti della pianta

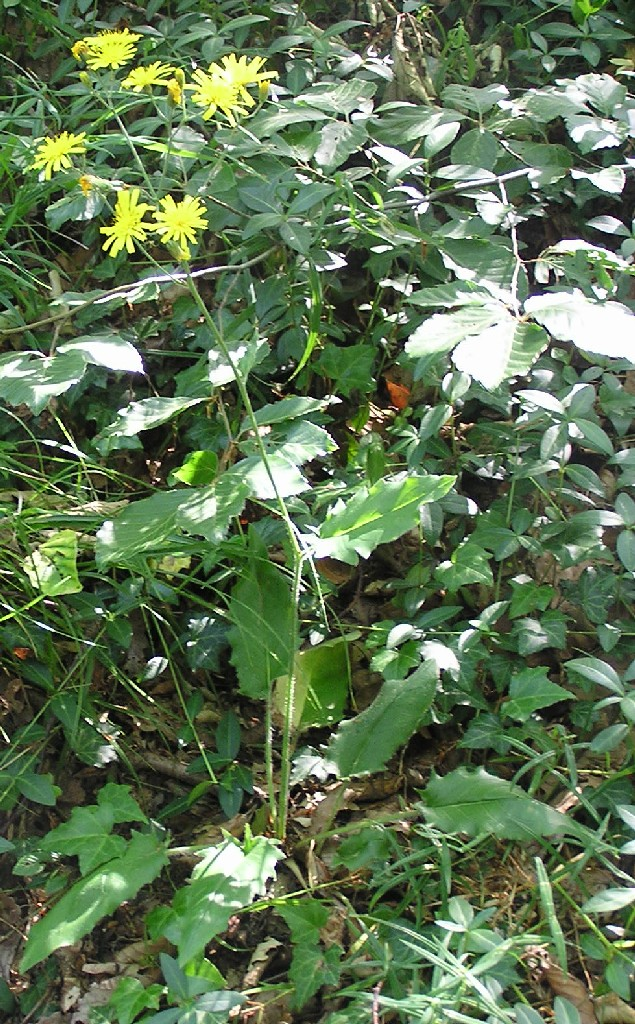
Il portamento

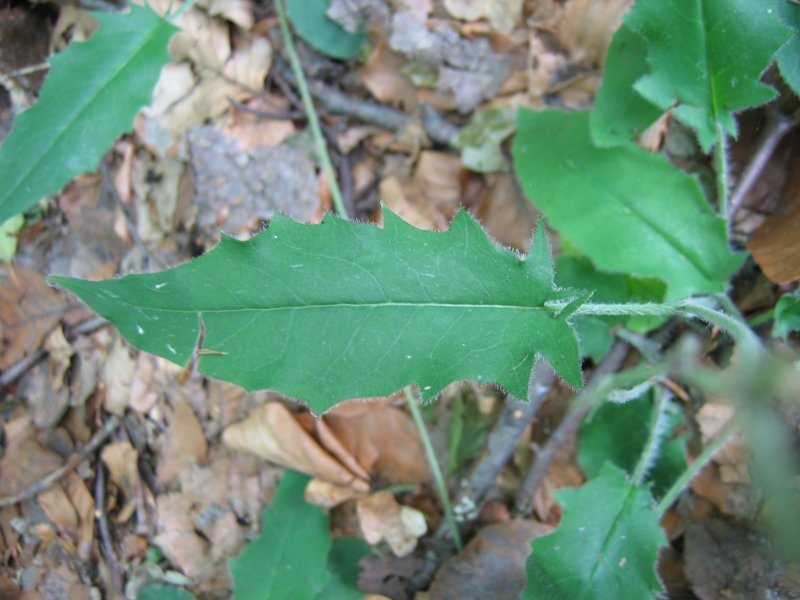
Le foglie

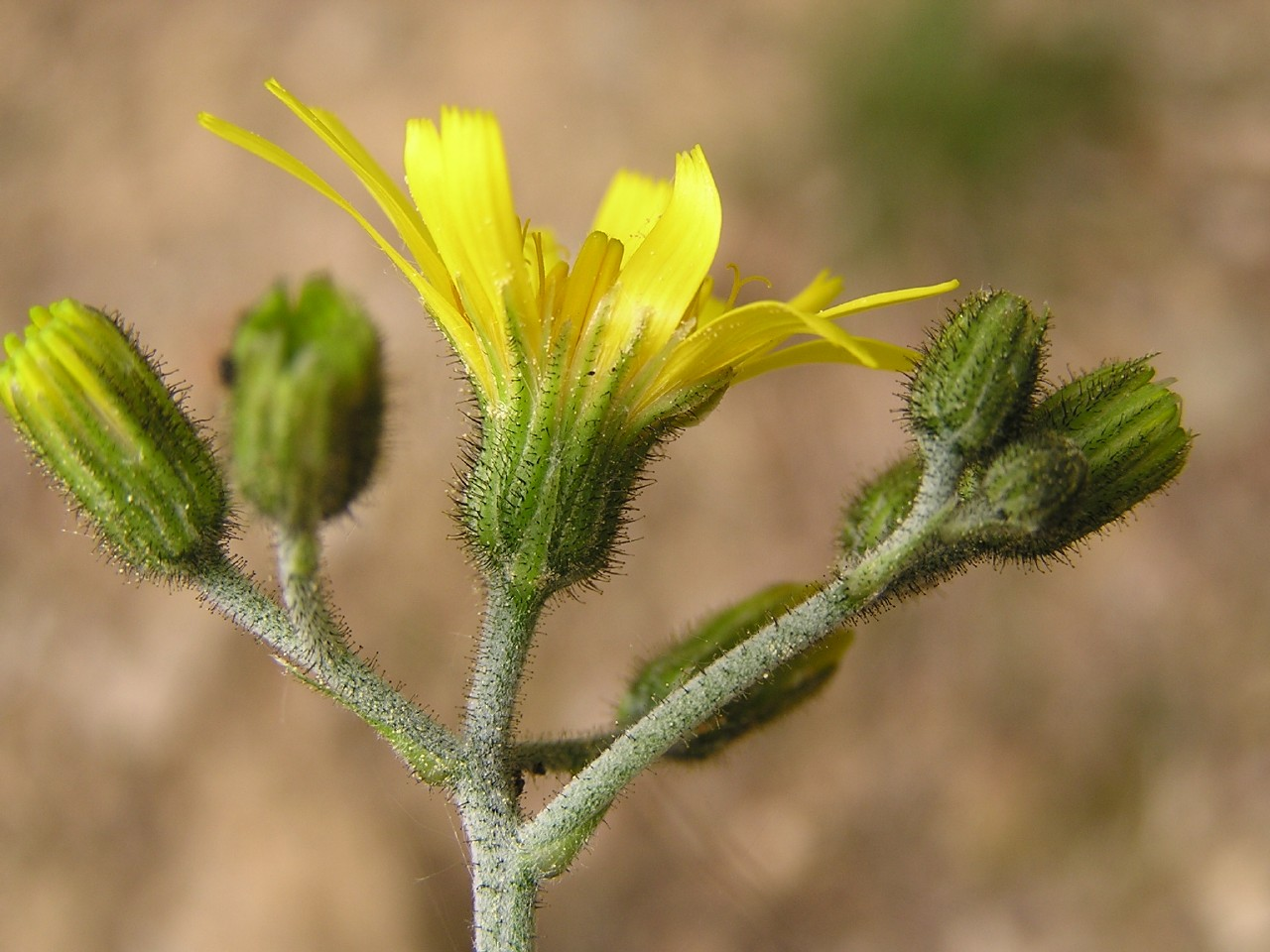
Infiorescenza

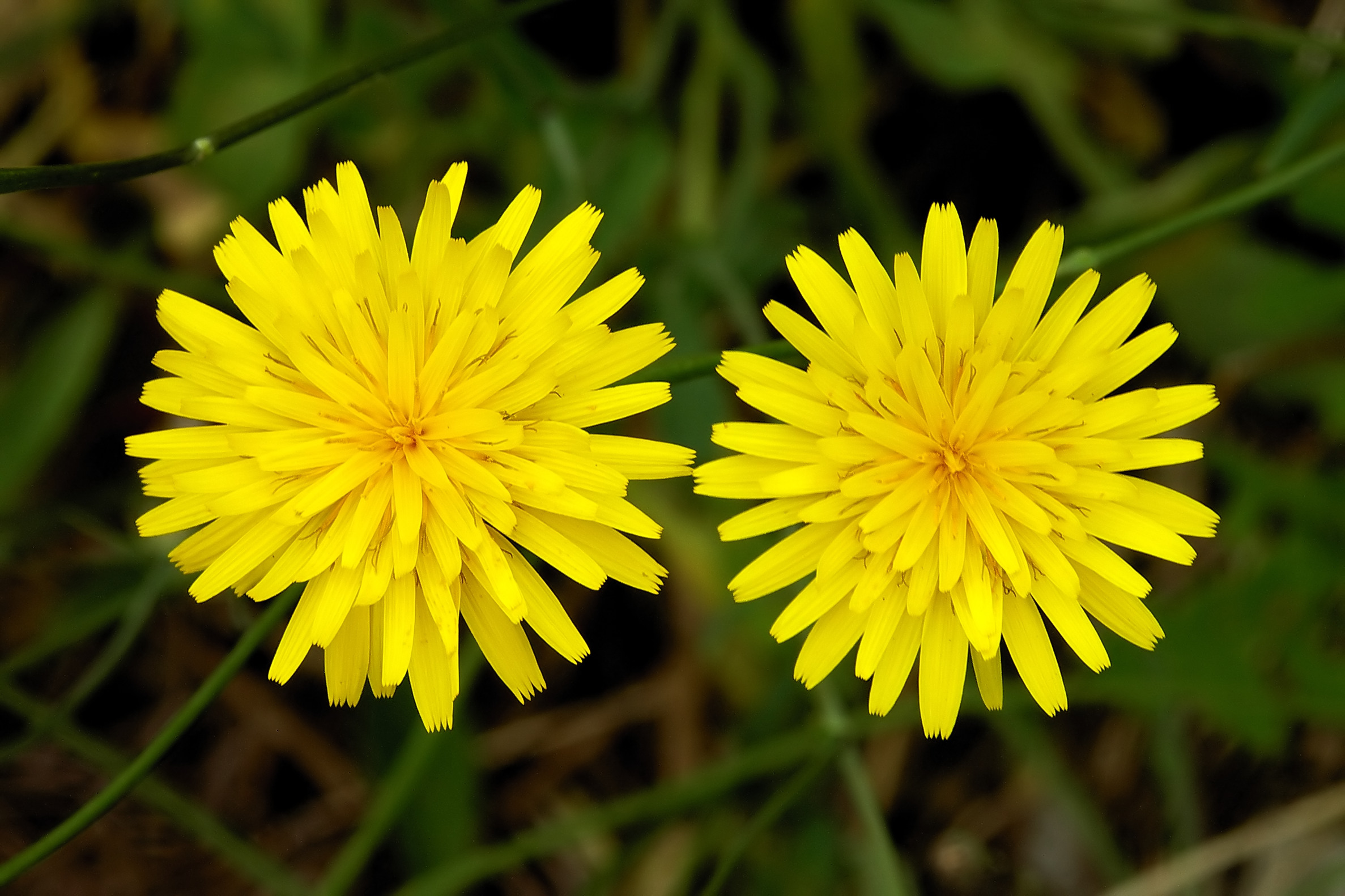
I fiori ligulati

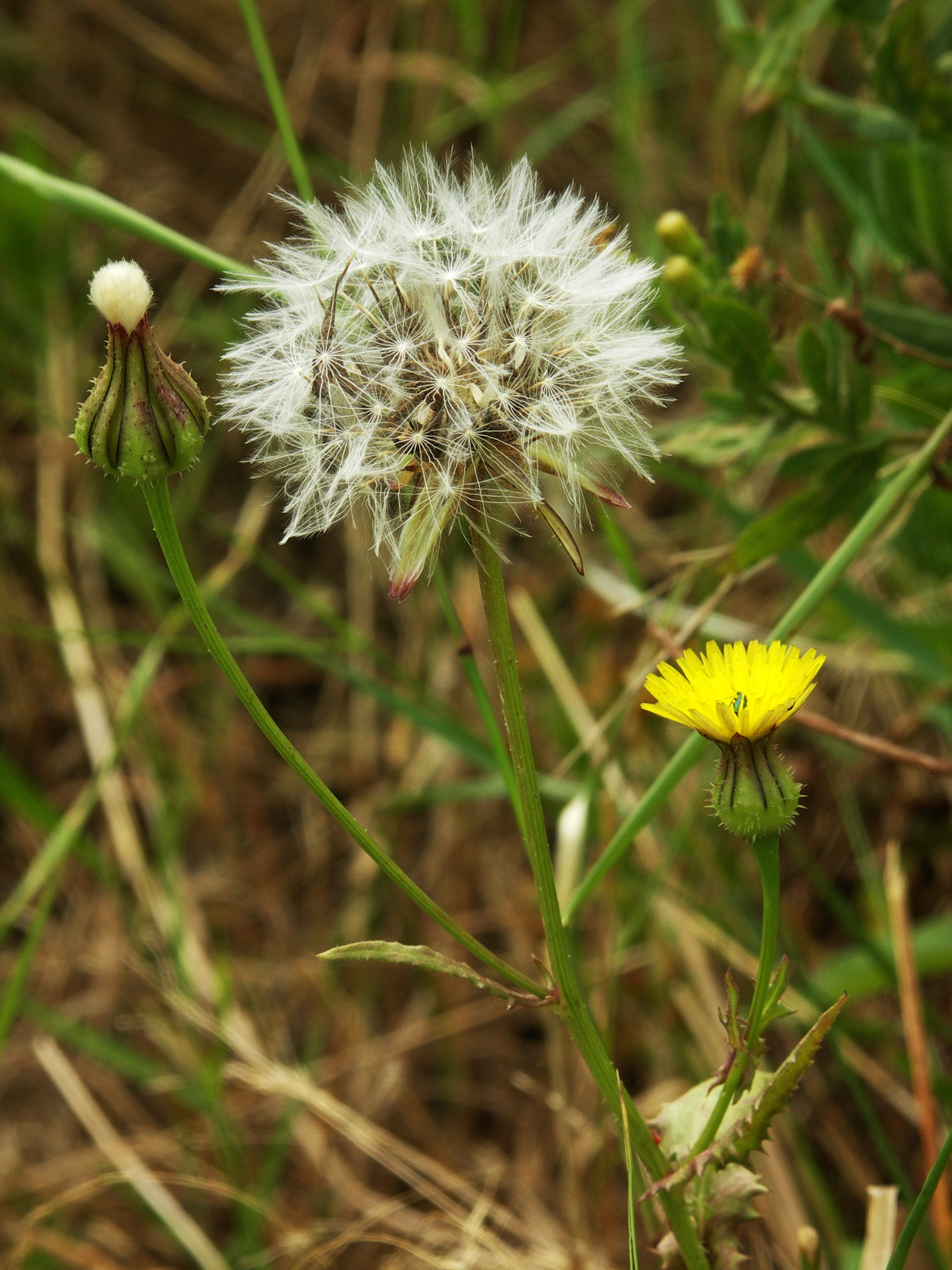
Il pappo

Habitus. Questa pianta può raggiungere una altezza compresa tra 2 - 5 dm (massimo 0,8 metri). La forma biologica è emicriptofita scaposa (H scap) in quanto spesso ha l'asse fiorale eretto e privo di foglie. Questa pianta è inoltre provvista di lattice (i vasi latticiferi sono anastomizzati) e viene definita di tipo "fillopode" in quanto le foglie basali formano una rosetta e sono presenti alla fioritura. I peli di questa pianta non sono piumosi.
Radici. Le radici sono secondarie da rizoma.
Fusto. 
- Parte ipogea: la parte sotterranea consiste in un beve rizoma obliquo privo di stoloni.
- Parte epigea: la parte aerea del fusto è eretta, molle più o meno glabra (la parte irsuta, per peli lunghi 1 – 3 mm, è alla base del fusto; nella parte distale sono presenti peli stellati o ghiandolari). La ramosità si sviluppa nel 1/4 - 1/3 della parte superiore; i rami più bassi sono di tipo ascellare, con portamento arcuato-ascendente o più o meno patente. L'acladio in genere è abbastanza allungato (2 – 15 mm). Il colore è verde (in basso: verde-brunastro o rosso-violaceo).

Foglie. Le foglie si dividono in basali e cauline. 
- Foglie basali: le foglie basali in genere sono da 4 a 7 e formano una ampia rosetta; il picciolo è lungo 5 – 12 cm; la forma della lamina è ovata (o raramente è lanceolata); la base è tronca, ma anche (più raramente) ottusa o acuta o cuoriforme; l'apice è ottuso o acuminato; verso la base sono presenti 1 - 2 robusti denti (possono essere anche ottusi o subnulli). La consistenza della foglie è tenue, il colore è verde e la superficie è subglabra; sono presenti in modo raro sia setole che peli stellati, in particolare la parte abassiale è peloso-irsuta per peli lunghi 1 – 3 mm, mentre la parte adassiale è più scabrosa per peli lunghi 0,5 – 3 mm; Dimensioni della foglia: larghezza 4 – 6 cm; lunghezza 6 – 11 cm.
- Foglie cauline: sono 1 - 2 oppure mancanti; la forma è lineare (sono lunghe 1 – 2 cm).

Infiorescenza. Le infiorescenze sono formate da pochi capolini (2 - 5; massimo 15) grandi, terminali, peduncolati e in formazioni per lo più corimbose. Il peduncolo è ricoperto da abbondanti peli stellati e pochi peli ghiandolosi. I capolini sono formati da un involucro cilindrico (o campanulato o obconico) composto da brattee (o squame) disposte su 2 serie (interne ed esterne) in modo embricato, all'interno delle quali un ricettacolo fa da base ai fiori tutti ligulati. Le squame interne da 18 a 21 sono acutissime, mentre le esterne da 8 a 13 sono acute; tutte sono ricoperte da abbondanti peli stellati e ghiandolosi. Il ricettacolo, nudo, cioè privo di pagliette a protezione della base dei fiori, è provvisto di fossette (alveoli) appena dentellate sul bordo. Diametro dei capolini all'antesi: 2 - 3,5 cm. Lunghezza dell'involucro: 9 – 10 mm.
Fiore. I fiori, da 30 a 50, sono tutti del tipo ligulato (il tipo tubuloso, i fiori del disco, presente nella maggioranza delle Asteraceae, qui è assente), sono tetra-ciclici (ossia sono presenti 4 verticilli: calice – corolla – androceo – gineceo) e pentameri (ogni verticillo ha 5 elementi). I fiori inoltre sono ermafroditi e zigomorfi.
- Formula fiorale:

*/x K {\displaystyle \infty }, [C (5), A (5)], G 2 (infero), achenio
- Calice: i sepali del calice sono ridotti ad una coroncina di squame.
- Corolla: le corolle sono formate da un tubo e da una ligula terminante con 5 denti; il colore è giallo. I dentelli apicali sono privi di ciglia (ligule glabre). Dimensioni delle ligule: larghezza 1,5 mm; lunghezza 15 – 18 mm.
- Androceo: gli stami sono 5 con filamenti liberi, mentre le antere sono saldate in un manicotto (o tubo) circondante lo stilo.[19] Le antere alla base sono acute. Il polline è tricolporato.[20]
- Gineceo: lo stilo è giallo (o più o meno scuro), è filiforme e peloso sul lato inferiore; gli stigmi dello stilo sono due divergenti. L'ovario è infero uniloculare formato da 2 carpelli. La superficie stigmatica è interna.[21]
- Fioritura: da maggio ad agosto.

Frutti. I frutti sono degli acheni con pappo. Gli acheni sono colorati da bruno scuri a nero, sono lunghi 3 - 3,5 mm a forma colonnare-obconica e sono ristretti alla base (e ingrossati all'apice), mentre la superficie (liscia o appena rugosa) è provvista di 10 coste che nella parte apicale confluiscono in un orlo anulare. Il pappo è formato da 30 - 40 setole semplici lunghe 4,5 mm, color bianco sporco, disposte su due serie (quelle interne sono più lunghe e più rigide, quelle esterne sono fragili).

## Biologia
Impollinazione: l'impollinazione avviene tramite insetti (impollinazione entomogama tramite farfalle diurne e notturne).

Riproduzione: la fecondazione avviene fondamentalmente tramite l'impollinazione dei fiori (vedi sopra).

Dispersione: i semi (gli acheni) cadendo a terra sono successivamente dispersi soprattutto da insetti tipo formiche (disseminazione mirmecoria). In questo tipo di piante avviene anche un altro tipo di dispersione: zoocoria. Infatti gli uncini delle brattee dell'involucro (se presenti) si agganciano ai peli degli animali di passaggio disperdendo così anche su lunghe distanze i semi della pianta.

## Distribuzione e habitat

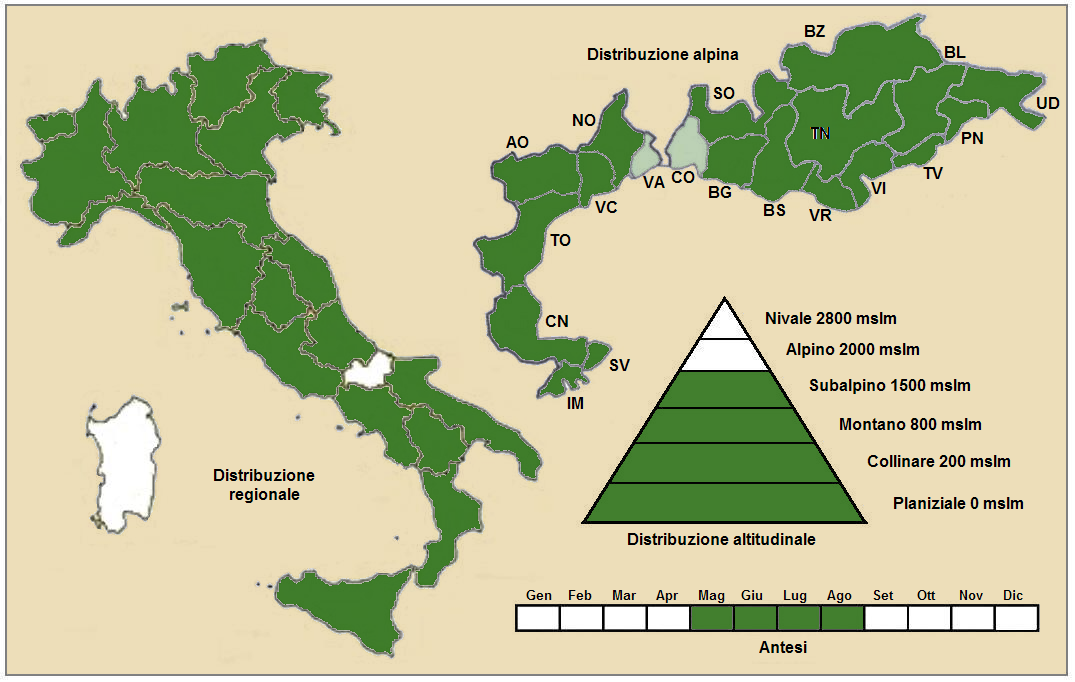
Distribuzione della pianta
(Distribuzione regionale – Distribuzione alpina)

Geoelemento: il tipo corologico (area di origine) è Euro - Siberiano o anche Ovest-Asiatico.
Distribuzione: in Italia è una specie comune e presente su tutto il territorio. Nelle Alpi è ovunque presente; sugli altri rilievi europei collegati alle Alpi si trova nei Vosgi, Massiccio del Giura, Massiccio Centrale, Pirenei, Alpi Dinariche, Monti Balcani e Carpazi. Altrove (America settentrionale e Australia) è considerata "specie introdotta.
Habitat: l'habitat tipico per questa specie sono i boschi di latifoglie e aghifoglie, le zone a cespuglieti e le pietraie in genere; ma anche i parchi, sui muri e nei ripari sotto roccia. Il substrato preferito è sia calcareo che siliceo con pH neutro, medi valori nutrizionali del terreno che deve essere secco.
Distribuzione altitudinale: sui rilievi queste piante si possono trovare fino a 2.000 m s.l.m. (quota minima 100 m s.l.m.); frequentano quindi i seguenti piani vegetazionali: collinare, montano e subalpino (oltre a quello planiziale – a livello del mare).

### Fitosociologia

#### Areale alpino
Dal punto di vista fitosociologico alpino Hieracium murorum appartiene alla seguente comunità vegetale:
Formazione: delle comunità forestali
Classe: Carpino-Fagetea sylvaticae

#### Areale italiano
Per l'areale completo italiano Hieracium murorum appartiene alla seguente comunità vegetale:
Macrotipologia: vegetazione erbacea sinantropica, ruderale e megaforbieti.
Classe: Mulgedio alpini-Aconitetea variegati Hadač & Klika in Klika & Hadač, 1944
Subordine: Adenostylenalia alpinae Biondi & Allegrezza in Biondi, Allegrezza, Casavecchia, Galdenzi, Gasparri, Pesaresi, Vagge & Blasi, 2014
Alleanza: Adenostylion Alpinae Castelli et al. ex Castelli, Biondi & Ballelli in Biondi, Allegrezza, Casavecchia, Galdenzi, Gasparri, Pesaresi, Vagge & Blasi, 2014
Descrizione. L'alleanza Adenostylion Alpinae è relativa a comunità megaforbie dell'Appennino, in preferenza nelle esposizioni settentrionali dei rilievi e in corrispondenza di scarpate pietroso-terroso umide. L'estensione di queste comunità è limitata a insediamenti tipicamente al limite della faggeta per poi penetrare all’interno del bosco, in presenza di aperture della copertura forestale che consentono una maggiore illuminazione del sottobosco. La distribuzione di questa cenosi attualmente è segnalata per l’Appennino ligure-piemontese e l’Appennino marchigiano.
Specie presenti nell'associazione: Adenostyles alpina, Valeriana tripteris, Hieracium murorum, Saxifraga rotundifolia, Veronica urticifolia, Heracleum sphondylium, Senecio fuchsii, Poa nemoralis, Campanula rotundifolia e Geranium nodosum.

## Tassonomia
La famiglia di appartenenza di questa voce (Asteraceae o Compositae, nomen conservandum) probabilmente originaria del Sud America, è la più numerosa del mondo vegetale, comprende oltre 23.000 specie distribuite su 1.535 generi, oppure 22.750 specie e 1.530 generi secondo altre fonti (una delle checklist più aggiornata elenca fino a 1.679 generi). La famiglia attualmente (2021) è divisa in 16 sottofamiglie.

### Filogenesi
Il genere di questa voce appartiene alla sottotribù Hieraciinae della tribù Cichorieae (unica tribù della sottofamiglia Cichorioideae). In base ai dati filogenetici la sottofamiglia Cichorioideae è il terz'ultimo gruppo che si è separato dal nucleo delle Asteraceae (gli ultimi due sono Corymbioideae e Asteroideae). La sottotribù Hieraciinae fa parte del "quinto" clade della tribù; in questo clade è posizionata alla base ed è "sorella" al resto del gruppo comprendente, tra le altre, le sottotribù Microseridinae e Cichoriinae. Il genere  Hieracium (insieme al genere Pilosella) costituisce il nucleo principale della sottotribù Hieraciinae e formano (insieme ad altri generi minori) un "gruppo fratello" posizionato nel "core" delle Hieraciinae.
Il genere Hieracium è un genere estremamente polimorfo con maggioranza di specie apomittiche. Di questo genere sono descritte circa 1000 specie sessuali e oltre 3000 specie apomittiche, delle quali circa 250 e più sono presenti nella flora spontanea italiana. Alcuni taxon collegati alle varie specie del genere sono sottospecie, altri sono considerati aggregati (o inclusi), e altri ancora sono considerati "intermediari" (o impropriamente ibridi in quanto queste specie essendo apomittiche non si incrociano e quindi non danno prole feconda) con altre specie. A causa di ciò si pongono dei problemi di sistematica quasi insolubili e per avere uno sguardo d'insieme su questa grande variabilità può essere necessario assumere un diverso concetto di specie. Qui in particolare viene seguita la suddivisione del materiale botanico in sezioni così come sono elencate nell'ultima versione della "Flora d'Italia".
La specie di questa voce è descritta all'interno della XX sezione Hieracium sect. Hieracium i cui caratteri principali sono:
- i peli ghiandolari sono presenti sui peduncoli dei capolini e sull'involucro;
- i peli semplici sono sparsi, quelli stellati sono più o meno assenti;
- le specie di questo gruppo sono piante di tipo fillopode (raramente sono hypofillopode);
- le foglie basali sono attenuate e più o meno brevemente picciolate;
- forte riduzione delle foglie cauline (da 0 a 1);
- le foglie cauline sono verdi e non sono macchiate;
- la fioritura è anticipata.

La specie H. murorum è invece individuata dai seguenti ulteriori caratteri:
- l'involucro è lungo 9 - 10 mm con forme da ellissoidi a emisferiche (o anche ampiamente o strettamente ovoidi);
- le forme delle brattee involucrali sono oblungo-lanceolate con apici da ottusi (brattee esterne) a acuti (brattee interne).

L'indumentum è uno degli elementi più importanti per distinguere le varie specie. H. murorum è caratterizzata dalla seguente pubescenza:
| Tipo peli                                                      | Caule                                    | Foglie                                                                                     | Peduncoli dei capolini                                                                 | Brattee involucrali                              |
| -------------------------------------------------------------- | ---------------------------------------- | ------------------------------------------------------------------------------------------ | -------------------------------------------------------------------------------------- | ------------------------------------------------ |
| Peli semplici: lunghi 1 – 3 mm, da molli a subrigidi e bianchi | Da sparsi a densi (in basso), dentati    | Sul picciolo: densi; pagina superiore: sparsi / densi; pagina inferiore e nervature: densi | Da assenti a sparsi, neri alla base, bianchi all'apice                                 | Assenti / sparsi                                 |
| Peli ghiandolari                                               | Assenti in basso; sparsi / densi in alto | Assenti                                                                                    | Densi, sottili o robusti, lunghi 0,3 - 0,8 mm, neri (i peduncoli) e gialli (all'apice) | Densi e robusti                                  |
| Peli stellati                                                  | Verso l'alto: da sparsi a densi          | Assenti (solamente lungo le nervature)                                                     | Densi                                                                                  | Da assenti a densi (a volte tomentosi e barbati) |

Il numero cromosomico di H. murorum è: 2n = 27 e 36.

### Polimorfia
Hieracium murorum è a capo di un gruppo polimorfo, la cui maggioranza delle specie sono apomittiche. La stessa specie H. murorum è estremamente polimorfa e in Italia conta oltre un centinaio di agamospecie (vedere l'elenco più sotto). Il polimorfismo si evidenzia soprattutto nelle foglie (vedi i due disegni più sotto): il margine può essere più o meno lobato o più o meno dentato; la superficie può essere ricoperta da vari tipi di peli (semplici, ghiandolari o stellati).
I principali caratteri distintivi di questo gruppo sono:
- il fusto è ramificato nella metà superiore con un numero variabile di capolini;
- il picciolo delle foglie basali è sottile e lungo quanto la lamina della foglia stessa;
- le foglie basali hanno una lamina da lanceolata a ovata, la base può essere tronca oppure cuoriforme ed è grossolanamente dentata nella metà inferiore.

Secondo alcuni studi questo gruppo potrebbe derivare da alcune specie distribuite nell'Europa Meridionale Postglaciale che in seguito si sono diffuse ibridandosi e perdendo la riproduzione sessuata. In particolare alcuni taxon collegati a questa specie (oltre 180) sono sottospecie o varietà di H. murorum, altri (circa 130) sono considerati aggregati (o inclusi), e altri ancora sono considerati "intermediari" (o impropriamente ibridi in quanto queste specie essendo apomittiche non si incrociano e quindi non danno prole feconda) con altre specie.

#### Sottospecie
Per questa specie sono riconosciute 84 sottospecie presenti nella flora spontanea italiana.
A
- Hieracium murorum subsp. adenobifidum Wilczeck et Zahn - Distribuzione: Alpi orientali
- Hieracium murorum subsp. amaurocymum (Dalla Torre & Sarnth.) Greuter - Distribuzione: Alpi e Abruzzo
- Hieracium murorum subsp. anisobasis  Gottschl. - Distribuzione: Abruzzo
- Hieracium murorum subsp. aspreticola (Boreau) Zahn - Distribuzione: Trentino-Alto Adige
- Hieracium murorum subsp. atropaniculatum (Zahn) Zahn - Distribuzione: Alpi
- Hieracium murorum subsp. atrovirens (Froel.) Raimondo & Di Grist. - Distribuzione: Sicilia

B
- Hieracium murorum subsp. basalticiforme Korb et Zahn - Distribuzione: Alpi
- Hieracium murorum subsp. bifidiforme (Zahn) Zahn - Distribuzione: Alpi occidentali
- Hieracium murorum subsp. boetzkesii Zahn - Distribuzione: Lombardia
- Hieracium murorum subsp. brachylobosum Vetter et Zahn - Distribuzione: Alpi

C
- Hieracium murorum subsp. calvifrons Zahn - Distribuzione: Alpi
- Hieracium murorum subsp. cardiophyllum (Jord. ex Sudre) Zahn - Distribuzione: Piemonte
- Hieracium murorum subsp. circumstellatum (Zahn) Zahn - Distribuzione: Alpi occidentali
- Hieracium murorum subsp. cirritoides (Zahn) Zahn - Distribuzione: Alpi occidentali
- Hieracium murorum subsp. cirritoidiforme  Zahn - Distribuzione: Piemonte
- Hieracium murorum subsp. crepidanthes Zahn - Distribuzione: Alpi occidentali
- Hieracium murorum subsp. crepidiflorum (Polak) Zahn - Distribuzione: Alpi occidentali

D
- Hieracium murorum subsp. denticulatifrons Vetter et Zahn - Distribuzione: Trentino-Alto Adige

E
- Hieracium murorum subsp. erucifolium (Arv.-Touv.) Zahn - Distribuzione: Valle d'Aosta
- Hieracium murorum subsp. exotericum (Boreau) Sudre - Distribuzione: Alpi occidentali

F
- Hieracium murorum subsp. flavescens (Evers) Zahn - Distribuzione: Trentino-Alto Adige
- Hieracium murorum subsp. fritschii (Pernh.) Zahn - Distribuzione: Trentino-Alto Adige

G
- Hieracium murorum subsp. gentile (Boreau) Sudre - Distribuzione: Alpi occidentali
- Hieracium murorum subsp. gigantolobum Zahn - Distribuzione: Alpi occidentali
- Hieracium murorum subsp. glandellatum (Dahlst.) Zahn - Distribuzione: Alpi
- Hieracium murorum subsp. graminicolor (Zahn) Zahn - Distribuzione: Alpi
- Hieracium murorum subsp. graminochlorum Fen. et Zahn - Distribuzione: Lombardia
- Hieracium murorum subsp. grypharioides Zahn - Distribuzione: Piemonte

H
- Hieracium murorum subsp. hemigrypotes Zahn - Distribuzione: Alpi orientali
- Hieracium murorum subsp. heteroserratum  Gottschl. - Distribuzione: Abruzzo

I
- Hieracium murorum subsp. infralobatum Zahn - Distribuzione: Piemonte
- Hieracium murorum subsp. infrasericatum  Murr & Zahn - Distribuzione: Alpi
- Hieracium murorum subsp. integratum (Dahlst. ex Stenstr.) Zahn - Distribuzione: Alpi

K
- Hieracium murorum subsp. kassanum Zahn - Distribuzione: Veneto

L
- Hieracium murorum subsp. longilacerum  Murr & Zahn - Distribuzione: Alpi
- Hieracium murorum subsp. lorynsicum  Krafft & Zahn - Distribuzione: Trentino-Alto Adige

M
- Hieracium murorum subsp. marmarolense  Pamp. & Zahn - Distribuzione: Veneto
- Hieracium murorum subsp. megaleiobium  Pamp. & Zahn - Distribuzione: Veneto
- Hieracium murorum subsp. melanopsiforme Zahn - Distribuzione: Piemonte
- Hieracium murorum subsp. melanosphaeroides Romieux et Zahn - Distribuzione: Lombardia
- Hieracium murorum subsp. microspilon (Sudre) Zahn - Distribuzione: Alpi occidentali
- Hieracium murorum subsp. mundellum Zahn - Distribuzione: Trentino-Alto Adige

N
- Hieracium murorum subsp. nemorense (Jord.) Zahn - Distribuzione: Alpi
- Hieracium murorum subsp. nivimarginatum  Gottschl. - Distribuzione: Marche

O
- Hieracium murorum subsp. oblongum (Jord.) Zahn - Distribuzione: Alpi occidentali
- Hieracium murorum subsp. odontobium  Zahn - Distribuzione: Alpi
- Hieracium murorum subsp. oxyodontopsis (Touton et Zahn) Zahn - Distribuzione: Lombardia

P
- Hieracium murorum subsp. persinuatum Zahn - Distribuzione: Alpi
- Hieracium murorum subsp. perviride  Zahn - Distribuzione: Lombardia
- Hieracium murorum subsp. pictoprasinum Fen. et Zahn - Distribuzione: Lombardia
- Hieracium murorum subsp. pleiotrichum (Zahn) Zahn - Distribuzione: Alpi occidentali
- Hieracium murorum subsp. polygonium Zahn - Distribuzione: Trentino-Alto Adige
- Hieracium murorum subsp. psammogenoides Zahn - Distribuzione: Trentino-Alto Adige
- Hieracium murorum subsp. pseudobifidiforme Pamp. et Zahn - Distribuzione: Veneto
- Hieracium murorum subsp. pseudodiaphanoides Gerstl. et Zahn - Distribuzione: Alpi
- Hieracium murorum subsp. pseudofritschii Zahn - Distribuzione: Trentino-Alto Adige
- Hieracium murorum subsp. pseudomedianum Besse et Zahn - Distribuzione: Lombardia
- Hieracium murorum subsp. pseudomerianum P. Rossi et Zahn - Distribuzione: Lombardia
- Hieracium murorum subsp. pseudosilvularum Zahn - Distribuzione: Lombardia
- Hieracium murorum subsp. pseudosubulatidens Pamp. et Zahn - Distribuzione: Veneto

R
- Hieracium murorum subsp. ramosiforme (Zahn) Zahn - Distribuzione: Trentino-Alto Adige

S
- Hieracium murorum subsp. samnaunicum (Zahn) Gottschl. - Distribuzione: Alpi orientali
- Hieracium murorum subsp. semicontractum P. Rossi et Zahn - Distribuzione: Alpi
- Hieracium murorum subsp. semisilvaticiforme  Zahn - Distribuzione: Veneto
- Hieracium murorum subsp. semisilvaticum (Zahn) Zahn - Distribuzione: Alpi occidentali
- Hieracium murorum subsp. semisilvularum Harz et Zahn - Distribuzione: Veneto
- Hieracium murorum subsp. serratifolium (Jord. ex Boreau) Zahn - Distribuzione: Alpi occidentali
- Hieracium murorum subsp. sparsum  Zahn - Distribuzione: Alpi occidentali
- Hieracium murorum subsp. subbifidiforme  Zahn - Distribuzione: Veneto
- Hieracium murorum subsp. subcoriifolium  Zahn - Distribuzione: Piemonte
- Hieracium murorum subsp. subcrassum (Dahlst.) Zahn - Distribuzione: Trentino-Alto Adige
- Hieracium murorum subsp. subditivum (Zahn) Zahn - Distribuzione: Trentino-Alto Adige
- Hieracium murorum subsp. subinfrasericatum P. Rossi et Zahn - Distribuzione: Lombardia
- Hieracium murorum subsp. subintegerrimum  Gottschl. - Distribuzione: Abruzzo
- Hieracium murorum subsp. subnemorense (Zahn) Zahn - Distribuzione: Piemonte
- Hieracium murorum subsp. subsemisilvularum (Zahn) Zahn - Distribuzione: Trentino-Alto Adige
- Hieracium murorum subsp. sylvivagum (Boreau) Greuter - Distribuzione: Alpi occidentali
- Hieracium murorum subsp. sylvularum (Boreau) Zahn - Distribuzione: Alpi occidentali

T
- Hieracium murorum subsp. tofanense Pamp. et Zahn - Distribuzione: Veneto
- Hieracium murorum subsp. torticeps (Dahlst.) Zahn - Distribuzione: Trentino-Alto Adige
- Hieracium murorum subsp. triangulilacerum P. Rossi et Zahn - Distribuzione: Lombardia

V
- Hieracium murorum subsp. valdefastigiatum  Zahn - Distribuzione: Alpi orientali
- Hieracium murorum subsp. variilobum  Zahn - Distribuzione: Piemonte

W
- Hieracium murorum subsp. wulfenii  Zahn - Distribuzione: Alpi

#### Specie incluse

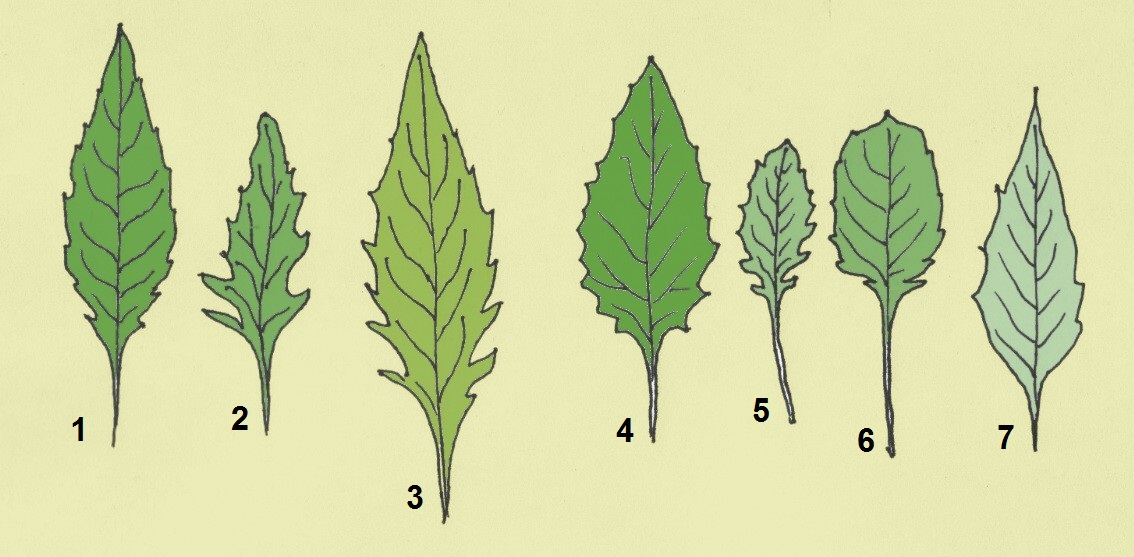
Alcuni esempi di foglie: 1 H.caesium - 2 H.pallescens subsp. incisum - 3 H.lachenalii - 4 H.cirrhitum - 5 H.caesiosides - 6 H.pictum - 7 H.schmidtii subsp. pallidum

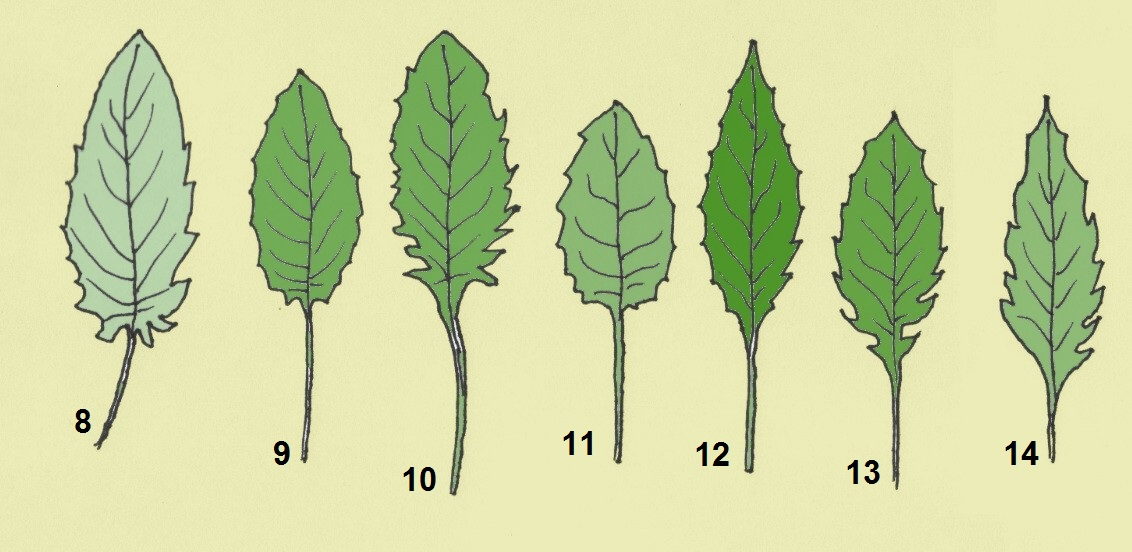
Alcuni esempi di foglie: 8 H.murorum - 9 H.murorum subsp. gentile - 10 H.glaucinum - 11 H.tenuiflorum - 12 H.levicaule - 13 H.bifidum - 14 H.hypochoeroides subsp. wiesbauerianum

Le seguenti 137 specie sono "incluse" nel gruppo del * Hieracium murorum:
A
- Hieracium abruptorum Schljakov, 1966 - Distribuzione: Russia.
- Hieracium albertii Schljakov, 1966 - Distribuzione: Russia.
- Hieracium altipes (Zahn - Distribuzione:) Dahlst., 1921 - Distribuzione: Europa del nord.
- Hieracium anfractifolium Johanss., 1927 - Distribuzione: Svezia.
- Hieracium antecursorum Schljakov, 1987 - Distribuzione: Russia.
- Hieracium asteridiophyllum P. D. Sell & C. West, 1955 - Distribuzione: Gran Bretagna.
- Hieracium asymmetricum Schljakov, 1966 - Distribuzione: Russia.
- Hieracium aterrimum Hyl., 1943 - Distribuzione: Europa del nord.

C
- Hieracium cajanderi Norrl., 1906 - Distribuzione: Russia.
- Hieracium camptopetalum (F. Hanb.) P. D. Sell & C. West, 1955 - Distribuzione: Gran Bretagna.
- Hieracium candelabrae W. R. Linton, 1905 - Distribuzione: Gran Bretagna.
- Hieracium caniceps Norrl., 1889 - Distribuzione: Russia.
- Hieracium canipes Dahlst., 1892 - Distribuzione: Europa del nord.
- Hieracium catenatum Sennikov, 1995 - Distribuzione: Ucraina.
- Hieracium chibinense Schljakov, 1966 - Distribuzione: Russia.
- Hieracium chlorolomiceps T. Tyler, 2005 - Distribuzione: Svezia.
- Hieracium chloromaurum Johanss., 1905 - Distribuzione: Europa del nord.
- Hieracium ciliatiflorum Pugsley, 1942 - Distribuzione: Penisola scandinava.
- Hieracium cinderella (Ley) Ley, 1909 - Distribuzione: Gran Bretagna.
- Hieracium cinerellisquamum (Litv. & Zahn - Distribuzione:) Schljakov, 1989 - Distribuzione: Lettonia.
- Hieracium cirrobractum T. Tyler, 2005 - Distribuzione: Svezia.
- Hieracium constans Omang, 1910 - Distribuzione: Norvegia.
- Hieracium contaminatum Wiinst., 1922 - Distribuzione: Europa del nord.
- Hieracium crassiceps (Dahlst.) Dahlst., 1899 - Distribuzione: Svezia.
- Hieracium crebriserratum Hyl., 1943 - Distribuzione: Europa del nord.
- Hieracium cuneifrons (W. R. Linton) Pugsley, 1942 - Distribuzione: Gran Bretagna.
- Hieracium cuspidelliforme Üksip, 1959 - Distribuzione: Russia.
- Hieracium cuspidellum (Pohle & Zahn) Üksip, 1960 - Distribuzione: Russia.
- Hieracium cymbifolium Purchas, 1899 - Distribuzione: Gran Bretagna.

D
- Hieracium declivium Üksip, 1959 - Distribuzione: Russia.
- Hieracium diminuens (Norrl.) Norrl., 1889 - Distribuzione: Europa del nord.
- Hieracium discophyllum P. D. Sell & C. West, 1967 - Distribuzione: Gran Bretagna.
- Hieracium distendens Brenner, 1906 - Distribuzione: Europa del nord.
- Hieracium dowardense P. D. Sell, 2006 - Distribuzione: Gran Bretagna.

E
- Hieracium elaeochlorum Schljakov, 1966 - Distribuzione: Russia.
- Hieracium elevatum P. D. Sell, 2006 - Distribuzione: Gran Bretagna.
- Hieracium elongatifolium P. D. Sell, 2006 - Distribuzione: Gran Bretagna.
- Hieracium ericeticola Schljakov, 1966 - Distribuzione: Russia.
- Hieracium erysibodes Dahlst., 1891 - Distribuzione: Penisola scandinava.
- Hieracium eudaedalum Dahlst., 1894 - Distribuzione: Svezia.

'F
- Hieracium fennorbicantiforme Üksip, 1959 - Distribuzione: Estonia.

G
- Hieracium geminatiforme Schljakov, 1966 - Distribuzione: Russia.
- Hieracium glehnii Üksip, 1959 - Distribuzione: Estonia.
- Hieracium glevense (Pugsley) P. D. Sell & C. West, 1955 - Distribuzione: Gran Bretagna.
- Hieracium goniophyllum Omang, 1903 - Distribuzione: Penisola scandinava.
- Hieracium gracilidens Wiinst., 1926 - Distribuzione: Danimarca.
- Hieracium gracilipes (Dahlst.) Prain, 1921 - Distribuzione: Svezia.
- Hieracium grandifoliatum Dahlst., 1922 - Distribuzione: Svezia.
- Hieracium granvicum Üksip, 1959 - Distribuzione: Russia.
- Hieracium gunnarii (Zahn) Johanss., 1927 - Distribuzione: Svezia.

H
- Hieracium harjuënse Sennikov, 1995 - Distribuzione: Estonia.
- Hieracium hjeltii Norrl., 1889 - Distribuzione: Europa. (nord-orientale)
- Hieracium homochroum Schljakov, 1989 - Distribuzione: Russia.
- Hieracium hortense Hyl., 1943 - Distribuzione: Europa del nord.
- Hieracium hylocomum Üksip, 1959 - Distribuzione: Estonia.

I
- Hieracium insulicola Schljakov, 1966 - Distribuzione: Russia.
- Hieracium itunense Pugsley, 1942 - Distribuzione: Gran Bretagna.
- Hieracium ivdelense Schljakov, 1975 - Distribuzione: Russia.

K
- Hieracium kandalakschae Schljakov, 1966 - Distribuzione: Russia.
- Hieracium kentii P. D. Sell, 2000 - Distribuzione: Gran Bretagna.
- Hieracium kildinense Schljakov, 1966 - Distribuzione: Russia.
- Hieracium koehleri (Zahn) Dahlst., 1921 - Distribuzione: Svezia.
- Hieracium kosvinskiense Üksip, 1959 - Distribuzione: Russia.
- Hieracium kupfferi Dahlst., 1901 - Distribuzione: Estonia.
- Hieracium kuzenevae Üksip., 1959 - Distribuzione: Russia.

L
- Hieracium laevimarginatum Sennikov, 1995 - Distribuzione: Ucraina.
- Hieracium lateriflorum  Norrl., 1889 - Distribuzione: Europa del nord.
- Hieracium lonchophyllum Schljakov, 1966 - Distribuzione: Russia.
- Hieracium lovozericum Schljakov, 1966 - Distribuzione: Russia.
- Hieracium lugae-pljussae Sennikov, 1995 - Distribuzione: Russia.
- Hieracium lutnjarmense Schljakov, 1966 - Distribuzione: Russia.
- Hieracium lutulenticeps Schljakov, 1966 - Distribuzione: Russia.

M
- Hieracium macrocladum Schljakov, 1966 - Distribuzione: Russia.
- Hieracium mariae P. D. Sell, 2006 - Distribuzione: Gran Bretagna.
- Hieracium micracladium (F. N. Williams) Ley, 1905 - Distribuzione: Gran Bretagna.
- Hieracium microplacerum Norrl., 1906 - Distribuzione: Europa del nord.
- Hieracium monstrosum Hyl., 1943 - Distribuzione: Europa del nord.
- Hieracium morulum (Dahlst.) Dahlst., 1895 - Distribuzione: Europa del nord.

N
- Hieracium neglectipilosum Sennikov, 1995 - Distribuzione: Ucraina.
- Hieracium neomicracladium P. D. Sell, 2006 - Distribuzione: Penisola scandinava.
- Hieracium neoserratifrons T. Tyler, 2005 - Distribuzione: Europa.
- Hieracium nivaënse Schljakov, 1966 - Distribuzione: Russia.
- Hieracium niveolimbatum Üksip, 1959 - Distribuzione: Europa del nord.
- Hieracium niviferum Norrl., 1906 - Distribuzione: Finlandia.
- Hieracium nordlanderi Johanss., 1907 - Distribuzione: Penisola scandinava.
- Hieracium notense Schljakov, 1966 - Distribuzione: Russia.

O
- Hieracium obtextum Johanss., 1907 - Distribuzione: Penisola scandinava.
- Hieracium obtusoserratum Omang, 1901 - Distribuzione: Penisola scandinava.
- Hieracium onychodontum Hyl., 1943 - Distribuzione: Europa del nord.

P
- Hieracium paczoskianum Sennikov, 1995 - Distribuzione: Ucraina.
- Hieracium panaeoliforme (Pohle & Zahn) Üksip, 1960 - Distribuzione: Russia.
- Hieracium patale Norrl., 1889 - Distribuzione: Europa del nord.
- Hieracium percrenatum Omang, 1905 - Distribuzione: Penisola scandinava.
- Hieracium persimile (Dahlst.) Dahlst., 1899 - Distribuzione: Europa del nord.
- Hieracium pictorum E. F. Linton, 1891 - Distribuzione: Gran Bretagna.
- Hieracium piligerum (Pugsley) P. D. Sell & C. West, 1967 - Distribuzione: Gran Bretagna.
- Hieracium plantaginifrons Schljakov, 1966 - Distribuzione: Russia.
- Hieracium pleuroleucum (Dahlst.) Üksip, 1960 - Distribuzione: Estonia.
- Hieracium pollinarioides Pugsley, 1942 - Distribuzione: Gran Bretagna.
- Hieracium pollinarium F. Hanb., 1888 - Distribuzione: Gran Bretagna.
- Hieracium praenodatum Johanss., 1914 - Distribuzione: Penisola scandinava.
- Hieracium praetenerifrons Schljakov, 1966 - Distribuzione: Russia.
- Hieracium praetenerum (Dahlst.) Dahlst., 1892 - Distribuzione: Europa del nord.
- Hieracium pruinale (Zahn) P. D. Sell & C. West, 1967 - Distribuzione: Gran Bretagna.
- Hieracium pseudoatratum Wol., 1888 - Distribuzione: Ucraina.
- Hieracium pseudopediaeum Wiinst., 1926 - Distribuzione: Danimarca.
- Hieracium pulchridens Dahlst., 1909 - Distribuzione: Penisola scandinava.

Q
- Hieracium quadridentatum Hyl., 1943 - Distribuzione: Europa del nord.

R
- Hieracium revocantiforme Schljakov, 1966 - Distribuzione: Russia.
- Hieracium rhabdoides Omang, 1910 - Distribuzione: Norvegia.
- Hieracium ronasii P. D. Sell, 2006 - Distribuzione: Gran Bretagna.

S
- Hieracium schliakovii Üksip, 1959 - Distribuzione: Russia.
- Hieracium seriflorum Hyl., 1943 - Distribuzione: Europa del nord.
- Hieracium severiceps Wiinst., 1939 - Distribuzione: Europa del nord.
- Hieracium snowdoniense P. D. Sell & C. West, 1955 - Distribuzione: Gran Bretagna.
- Hieracium stenocranoides Wiinst., 1939 - Distribuzione: Europa del nord.
- Hieracium stenstroemii Dahlst., 1892 - Distribuzione: Europa del nord.
- Hieracium subaequialtum (Zahn) Hyl., 1943 - Distribuzione: Europa del nord.
- Hieracium subcrassifolium (Zahn) Üksip, 1960 - Distribuzione: Europa del nord.
- Hieracium subholophyllum Brenner, 1903 - Distribuzione: Europa del nord.
- Hieracium submaculigerum Schljakov, 1966 - Distribuzione: Russia.
- Hieracium submarginellum (Zahn) Üksip, 1960 - Distribuzione: Europa del nord.
- Hieracium submelanolepis Schljakov, 1966 - Distribuzione: Russia.
- Hieracium subprasinifolium Pugsley, 1942 - Distribuzione: Gran Bretagna.
- Hieracium subtriangulatum Schljakov, 1966 - Distribuzione: Russia.

T
- Hieracium teliforme Schljakov, 1966 - Distribuzione: Russia.
- Hieracium transnivense Schljakov, 1966 - Distribuzione: Russia.
- Hieracium transpeczoricum Schljakov, 1977 - Distribuzione: Russia.
- Hieracium tulomense Schljakov, 1966 - Distribuzione: Russia.
- Hieracium turbinicephalum Wiinst., 1926 - Distribuzione: Danimarca.

U
- Hieracium uistense (Pugsley) P. D. Sell & C. West, 1955 - Distribuzione: Gran Bretagna.

V
- Hieracium variicolor Dahlst., 1892 - Distribuzione: Penisola scandinava.

W
- Hieracium wiinstedtii Wiinst., 1939 - Distribuzione: Danimarca.

Z
- Hieracium zelencense Schljakov, 1966 - Distribuzione: Russia.